# ドカベンの登場人物
ドカベンの登場人物では、水島新司の野球漫画『ドカベン』の登場人物について記述する。
続編である『大甲子園』、『ドカベン プロ野球編』、『ドカベン スーパースターズ編』、『ドカベン ドリームトーナメント編』の登場人物については、それぞれの項目を参照。

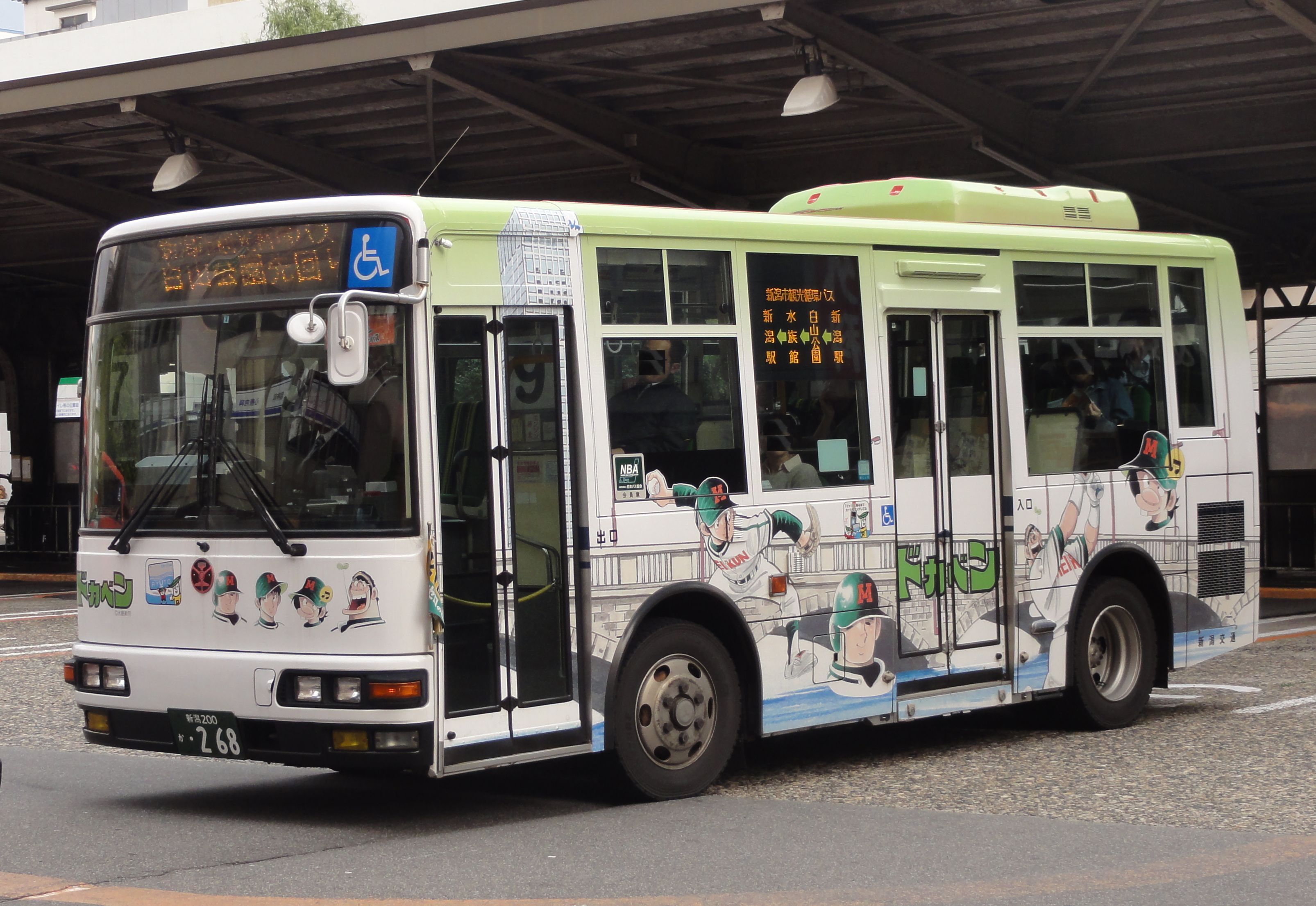
新潟交通新潟交通の新潟市観光循環バスのラッピング車両『ドカベン号』（2012年）

## 明訓高校野球部
甲子園への移動や宿での場面ではベンチ入りのレギュラーだけ描かれるが、球場での練習場面などを見ると名前不定の部員が多数描かれている場合がある。ときどき、作者が学年の序列を忘れたのか、特に山田世代が先輩に対し呼び捨てやタメクチを使う場面もある（岩鬼と殿馬は常習）。山田世代高校1年秋関東大会のあとに土井垣がドラフト指名されたとき（文庫18巻）、すでに岩鬼が「下級生」と呼ぶ部員が存在するなど謎が多い。

### 山田世代
以下の五人をまとめて「明訓五人衆」、また微笑を除いた四人を「明訓四天王」ということもある。
山田太郎（捕手）
主人公。4番打者。右投左打。「気は優しくて力持ち」という言葉を体現する男。あらゆる面で作中最高の選手であるが、鈍足が唯一の欠点。そして太っている。
岩鬼正美（三塁手）
1番打者。右投右打。「悪球打ち」が代名詞で、山田をも凌ぐパワーを持つ。口にハッパをくわえている。
殿馬一人（二塁手）
2番打者。右投右打。音楽の天才で、他の人間には真似のできない「秘打」を使いこなす。守備も超一流。マドンナと結婚している。
里中智（投手）
明訓のエース。右投右打。通称「小さな巨人」。アンダースローから七色の変化球を繰り出す。山田の妹サチ子と結婚している。
微笑三太郎（左翼手、捕手）
3番または5番打者。右投右打。1年の秋に明訓高校に転校してきた。強肩快打の捕手で、のちに外野手に転向。名前の通り、いつも笑みを絶やさない。

### 山田の先輩

#### 2年先輩
土井垣将（どいがき しょう）
山田世代の2年先輩。捕手、一塁手。右投右打。
強肩強打の超高校級選手。山田たちの1年秋から2年夏まで監督も務めた。その後日本ハムファイターズに入団。詳細はリンク先へ。
沢田京太（さわだ きょうた）
山田世代の2年先輩。左翼手。右投右打。
山田たちの1年時のレギュラー。打順は7番→8番だが一度も出塁した描写が無く、特にこれといった活躍はしていない典型的な脇役。
甲子園大会前に利き腕の右肩を痛めていたのを隠している描写があったが、その後特に触れられずに、明訓の甲子園初優勝にレフトのレギュラーとして無難に貢献。
大川（おおかわ）
山田世代のおそらく2年先輩。右投。
里中入部前の明訓のエース。本人は速球を主体とした本格派のつもりだったが、殿馬に里中より球速が劣ると指摘された。夏の予選初戦・白新戦で先発したが炎上、里中にマウンドを譲って原作ではその後の登場はない。山田や里中たちとは終始険悪だった。
アニメではその後も練習で里中や岩鬼に対抗意識を燃やす場面が若干描かれたが、里中がエースナンバーとなってからは登場していない。
東口（ひがしぐち）
山田世代のおそらく2年先輩。左翼手。左投左打。山田たちの1年時の夏の県大会一回戦の白新戦では3番を打ち、不知火の投球リズムを見破った殿馬の助言により1安打を放った。二回戦では1番を打ったものの、以後は出場機会無し。
関谷（せきや）
山田世代のおそらく2年先輩。右翼手。右投左打。山田たちの1年時の夏の県大会一回戦では5番を打っていたが無安打に終わり、以後は出場機会無し。
大股（おおまた）
山田世代のおそらく2年先輩。一塁手。左投左打。山田たちの1年時の夏の県大会一回戦では6番を打っていたが、山田が正捕手になって土井垣が一塁に回ったため、以後は出場機会無し。

#### 1年先輩
山岡鉄司（やまおか てつじ）
山田世代の1年先輩。左投左打。3番・中堅手。土井垣の後の実質的な主将（怪我がちの里中が主将を務めていた）。
石毛 幸一（いしげ こういち）
山田世代の1年先輩。遊撃手。右投両打。
2年夏の県予選の初戦では1番を打つが、後に6番に降格して定着する。殿馬と組む二遊間で堅実な守備力を見せる一方、打撃面ではあまり目立てず、劇中で安打を打った明確な描写は一度もない。顎の下に3本の無精髭が生えているのが特徴。実家は中華料理店で、出前の合間でも素振りを怠らなかった。
卒業後は今川と共に駒澤大学に進学。
北満男（きた みつお）
山田世代の1年先輩。右投右打。小柄で近眼。
主に8番を打つ。最初は三塁手だったが、岩鬼のレギュラー入りとともに右翼手に転向。足の不自由な病弱の妹の為に甲子園での活躍を誓い、2年夏の甲子園大会1回戦の対通天閣高校戦で、好投手・坂田三吉から見事決勝タイムリーを放つ。3年夏の彼自身最後の地区予選と甲子園大会には、春のセンバツ決勝・土佐丸戦での捨て身で併殺崩しの猛スライディングによる足の捻挫のため出場できなかった。地味ながら攻守に渋く活躍した縁の下の力持ち的な脇役。
東京大学進学を目指し文武両道で頑張っていたが、土井垣の急なプロ入りによって野球部の監督が空位になり、後輩のために自分の進学を後回しにして引き受ける意志を固めた時もある。この時は数学教師として赴任してきた太平が監督に就任し、北自身は無事に翌年東大へ現役で合格・進学を果たした。
現在は東京スーパースターズのチーフマネージャー兼打撃投手を務める。
仲根（なかね）
山田世代の1年先輩。左投左打（入部当初は右投げ）。長身の一塁手で主に7番打者。パーマの掛かった髪の毛で目が隠れている。身長176cm、体重70kg、3月19日生まれ。
土井垣ら3年生が引退後、岩鬼が起こしたトラブルから当時の野球部員が怒って大量に退部する事件があり、さらに里中のケガなどで秋季大会に向けてメンバーが足りなくなった時に、土井垣ファンのガールフレンドの気を引く為に野球部に興味を持ち、山田の口車に乗せられて野球を始めた（その後、彼が彼女とどうなったのかは不明）。
当初は右投げだったり、ポジションが左翼だったりしてキャラが不安定だったが、関東大会の頃からは左投げになり、一塁のレギュラーに定着して活躍した。山田世代の影に埋もれがちな明訓下位打線の中では比較的安打を放っている。卒業後山岡とともに東海大学に進学。
今川正夫（いまがわ　まさお）
山田世代の1年先輩。右投右打。長い睫毛が特徴。身長175cm、体重68kg、10月8日生まれ。
仲根同様、岩鬼の起こしたトラブルによる部員不足時に追加で入部した男。畳の部屋にあこがれていたらしく、1週間前に下宿を追い出されて野宿していたが、野球部の部員になれば野球部の寮に住めるとサチ子に誘われ、野球部の寮が畳張りであった事から自分から積極的に入部し、入寮早々畳に頬ずりして「ひゃぁー畳だ畳だ!やったやった!!」と大喜びするという、かなり怪しげな嗜好がある。入部当初は長身を生かして一塁手として神奈川大会で活躍。その後、関東大会から仲根が一塁レギュラーに入ると、山田が記憶喪失で失踪時の対クリーン・ハイスクール戦では、微笑が捕手に回って空いた7番・レフトで出場するなど、控えの野手として活躍。翌春の選抜大会決勝・対土佐丸戦で、北が併殺阻止のスライディングをして捻挫で負傷交代した後は、夏の神奈川県予選から甲子園大会まで、北に代わって8番・ライトに入る、スーパーサブ的な存在となった。仲根と逆に、当初一塁のレギュラーだった時は左投げだったが、控えに回ってからは右投げになった。
殿馬、里中、北を欠く山田たちの2年夏の県大会前には、土井垣監督の構想するスタメン・パターンの中で3番・ライトに抜擢されそうになったり、試合中に里中に代わってリリーフの準備をしたりと、土井垣から見たら相当の野球センスを認められていたのかもしれない。
卒業後は石毛とともに駒澤大学に進学。
佐久間（さくま）
山田世代の1年先輩。右投。眼鏡を掛けた中肉中背の容貌。山田たちが1年夏の甲子園大会準決勝・土佐丸高校戦で里中が負傷し、三塁手の岩鬼がリリーフに立った際に、空いた三塁に守りに入った控え選手。「三塁には2年生の佐久間くんが入ります」と実況されており、このときの背番号は10番。以降の登場はなし。
仲根の友人
山田たちの1年先輩。本名不明。ガールフレンドは里中のファン。山田の口車に乗せられて、モテたいがために仲根と一緒に野球部に入部。しかし、入部直後の秋季大会では怪我の里中とともに控えに回され、その後特に活躍しないまま存在を忘れられてしまった。

### 山田の後輩
渚圭一（なぎさ けいいち）
山田世代の1年後輩。投手、外野手。右投右打。
中学時代はアンダースローの投手だったが、エース里中も同じアンダースローであるため、短期決戦の高校野球に同じフォームは2人いらないという土井垣の指示により、長身を生かして不本意ながらもオーバースローに転向する。入部当時里中は故障離脱していることもあり、渚はその指導に反発して勝手にアンダースローで投げたこともある。能力は高いが負けん気が強く、おぼっちゃんであるが故に扱いづらい存在だったが、山田のおかげでチームメイトと一丸になれるようになった。岩鬼は彼を「さなぎ」または「なぎ」と呼ぶ。
「大甲子園」では2年に進級、退部した里中が復帰するまで夏の神奈川大会をエースとして準決勝まで一人で投げぬき、里中が復帰した県大会決勝の白新戦の途中から、負傷した香車に代わって甲子園大会の最後までセンターを守った。打撃はあまり得意ではないようで、1年夏の対東海高校戦での死球以外、明確な出塁の描写がないが、2年夏の甲子園大会準決勝の青田戦では、センターの守備で大きな仕事を果たしている。明訓1点リードで迎えた延長18回裏2死満塁、近松のセンター前タイムリーで同点となるが、渚のバックホームは2塁走者の生還を許さず、引き分け再試合となった。
『ドリームトーナメント編』では、『男どアホウ甲子園』の登場人物・池畑三四郎から仮面と名前を譲り受け、背番号01、「剛球仮面」の登録名で広島東洋カープに入団。「剛球」の名に反して速球は135キロ出るか出ないかの変化球投手だったが、1回戦のロッテ戦に先発し勝利投手となる。
準決勝のスーパースターズ戦でも先発し好投するが、打球を頭部に受け仮面が破損するほどの傷を負う。仮面無しで続投し、アンダースローで打者・里中をピッチャーライナーに討ち取り、途中降板している。その時の回想に拠れば、山田世代卒業後も明訓のマウンドを守り、高卒時は県下でも有力投手として注目されていたが、オーバースロー、アンダースローとフォームが安定していなかったことが原因で大学以降は故障がちになってしまっていた。
が、諦めずに大学、社会人と野球を継続していたとのこと。プロ野球編第1回で登場して以来約20年ぶりの登場となった。
高代智秋（たかしろ ともあき）
山田世代の1年後輩。内野手。右投右打。
中学時代は投手だったが、高校入学後、土井垣からたった1球で投手としての能力を見切られ、内野手に転向させられる。中学時代に渚と対戦したことがある。
最初は渚と共に陰で野球部の文句を言うなどしており、練習でも土井垣のノックに音を上げて泣くなど堪え性に欠ける面が見られたが、徐々に野球部に溶け込んだ。素直な性格と守備位置が近いこともあって、岩鬼からは目を掛けられていた。
1年夏にはピアノ留学中の殿馬の代わりに二塁を守ったり、吉良戦では山田に代わって4番に立ったりと、レギュラーの穴を埋める役割を果たす。1年秋の大会からは8番・遊撃手に定着。その後、山田世代の卒業までレギュラーとして頑張った。スクイズバントと見せかけてウエストを誘って四球を選ぶのが得意。地味ながらヒットも結構打っている。紫義塾戦では「俺たちはガキの頃から野球をやっていた。剣道の転向組に負けてたまるかい」と円陣で中心となって掛け声をかける大役を果たした。
山田世代の卒業後は三塁手に転向したようで、『プロ野球編』では岩鬼、微笑から三塁守備の指導を受けていた。
上下左右太（かみしも さゆうた）
山田世代の1年後輩。内野手。左投左打。
長身細身の一塁手で、いつも舌を出している。岩鬼には「じょうげ」と呼ばれることが多く、後には「ペロ」などと呼ばれている。
主に6番を打つことが多く、守備に関しては、里中曰く「球ぎわに強い」、山田曰く「ボールに対する執着心が凄い」という評価を受けており、岩鬼の悪送球を好捕している場面も描かれた。しかし、堅実な守備に比べると6番を打っているにしては打撃での活躍がほとんど描かれず、むしろ犠打でランナーを進めるつなぎ役になることが多かった。
蛸田蛸（たこた　たこ）
山田世代の1年後輩。外野手。右投両打。通常は7番・右翼手。
その名のとおり丸坊主の蛸のような風貌で、長く伸びる腕を活かしたフェンス際の守備が得意。強肩という描写も多い。スイッチヒッターでもあり、左投手の犬飼知三郎やりんご園・中村、荒木（左投げ時）との対戦では右、その他の右投手の時は左打席で対応する事が多かった。
当初は目立たない存在であったが、室戸学習塾戦では読唇術を披露するなど、意外に芸達者である。光戦では荒木新太郎相手に三塁打を打ったり（しかし、打順間違いでアウトになった）、9回にセーフティバントを決めてチャンスを広げたりして活躍、青田戦ではグラブで捕球する姿勢をみせながら素手の右手で時間差捕球をし、タッグアップを目論んだ走者のリタッチなしの離塁を誘い併殺に取って頭脳的なトリックプレイを見せた。
『スーパースターズ編』では2006年に登場。明訓高校野球部の監督を務めていた。明訓は山田世代の卒業直後はまだ強豪だったようだが、その後急速に弱小化したようで、現在は県大会1回戦突破が目標らしい。
香車一直（きょうす かずなお）
山田世代の1年後輩。外野手。右投右打。9番・センター。長い髪の毛が特徴。初めはルビが「きょうしゃ」だった。
チーム屈指の俊足で、デビューした1年秋の県大会・白新戦では、岩鬼の特別代走として起用され、不知火を相手にあっという間の二盗、三盗と内野ゴロの間の本塁突入で得点を挙げるなど活躍した。しかし打撃が弱いらしく、ボール球に手を出してあっさり三振するなど出塁率も低いためにせっかくの俊足も活かしきれていないということで、春のセンバツ後退部を決意した里中から置き土産として「セーフティバントの練習」をするように指導されている。
その後「大甲子園」では県大会決勝戦の白新戦で超ファインプレーと引き換えに頭を打撲、そのまま退場して渚と交代。負傷が長引いたのか夏の甲子園大会には出場することはなかった。
目黒（めぐろ）
山田世代の後輩。捕手。右投右打。「大甲子園」の光戦で、前の試合で足を負傷した山田に代わって出場。荒木から三塁打を含めて2安打を放つなど活躍した。登録は捕手で、スタメン発表でも9番キャッチャーとなっていたが、1回裏の守備から岩鬼と交代し、不慣れな三塁を守って頑張った。『プロ野球編』では山田からキャッチングの手ほどきを受けており、山田卒業後の明訓の正捕手に正式に抜擢された模様。
「ドカベン」後期の明訓には彼に良く似た「目の部分が黒い」顔の別名のキャラクターが複数存在し、秋の神奈川大会・白新戦で、夏子のことで悩む岩鬼に代わって三塁に入りそうになった袋田、春のセンバツの太平洋率いる花巻高校戦で三塁コーチを務めた福島、練習時にいた福原、そして目黒と少なくとも4人いる。
その他の部員たち
いずれも学年・詳細は不明。ただし、山田たち1年秋に岩鬼が起こした暴行事件（教師との喧嘩）により、先輩はほとんど退部していなくなったはずである。1年秋の予選時点での先輩部員は山岡、北、石毛、今川、仲根、島野の6人。
山田たちの2年夏の県大会の控え選手に秋田、野間、相賀、小林、岩波、角川、清水の名前が出ている。
山田たちの2年秋の関東大会前の練習で、控えの選手として山口、佐々木、丸井、歩の名前が出ている。

### 監督
徳川家康（とくがわ いえやす）（明訓高校→クリーンハイスクール→信濃川高校→東郷学園→室戸学習塾）
不知火守とともに、鷹丘中学と東郷学園中学との対戦を球場で観戦するキャラクターとして登場した。この時は素性不明の人物だった。
その後、素性不明のまま、「野球賭博でインチキをした」と因縁をつけるヤクザ達に追い回され、高校入学前の岩鬼や里中に救われる。
山田たちが明訓高校に入学した際に、明訓野球部監督と判明する。「優勝請負監督」と呼ばれる名伯楽。「酔いどれノック」という地獄のノックを行う。山田の1年時、ベンチ入り14名を選ぶため「ごぼうぬきノック」を行った。
名前は描写されず長らく不明であったが、山田1年夏の甲子園の決勝戦のいわき東戦の五回表で「徳川監督」とはじめて描写された。
大酒飲みであり、試合中でもベンチで飲んだくれ、采配を振ることは少ないが、ひとたび本領を発揮すれば弱小校を強豪へと変貌させ、情け容赦ない戦略や緻密な作戦を展開して対戦校に尋常でない苦戦を強いる。負傷した里中を主将に指名するなど、時には温情も見せた。山田の1年時に夏の甲子園優勝を果たし、秋の県予選終了後、社会人野球チームの秋田製紙の監督に就任するという理由で、後継監督を土井垣に、主将を山岡に指名して勇退。
その後、打倒明訓を目論んで各高校野球部を渡り歩き、幾度となく山田たちの前に立ちはだかる。クリーンハイスクール→信濃川高校→東郷学園→室戸学習塾の監督を務めた。
明訓監督時代、横浜学院戦で岩鬼に「スクイズの構えで投手にウエストを誘って悪球を打つ」という策を命ずるが、室戸学習塾の監督になって明訓と対決したときは、逆にこの策で岩鬼に敗れ、相当落胆している。
2年夏の神奈川県予選大会ではテレビ解説をしたことがある。2年夏の甲子園敗退後の明訓グラウンドに現れ、かつての教え子・岩鬼の不遇に対し気遣う場面もある。
『プロ野球編』では1998年1月の自主トレで仙人・大音寺雪舟として登場。「なんでも治す仙人」として金を稼いでいた。肩を痛めていた山田にスリークォーターで投げるように指導した。この時、明訓五人衆に徳川じゃないかと疑われ否定していたが、翌年の自主トレに徳川として参加した際、酔っぱらった状態で岩鬼から「それともお堂に帰りますかい？」と言われた際に「もういい あそこは寒いでのお」と返し、あっさりと正体を明かしてしまった。
『スーパースターズ編』では、2008年オフに登場。家賃を滞納してホームレスとなり、草野球の審判のバイトをしていた。同年の里中の結婚式には、明訓高校のユニフォームを着て出席した。家族については作中、『スーパースターズ編』まで描写はなかったが、ホームレスになる前に妻に先立たれ（アパートの部屋に徳川の後に入居した男性のセリフから）、子供もいない。
『ドリームトーナメント編』では、阪神対四国戦の解説として登場した。
1977年の東映の実写版映画では原作者の水島新司が徳川を演じた。
土井垣将
徳川監督の勇退後の、山田たちの1年秋の県大会終了後から監督を務める。山田の先輩の欄を参照。
太平（おおひら）
土井垣の次の監督で、山田たちの2年の秋から指揮をとる。山田たちの高校時代最後の監督。
数学の弱い明訓に岩手県・花巻高校から呼ばれて赴任してきた数学教師。明訓の校長や理事長がわざわざ岩手から彼をスカウトしてきたほどなので、数学に関する指導力はかなり高いらしい。甲子園でも球児たちに勉強させようとする。花巻高校のエースで主将の太平洋は大平の長男。
野球に関しては全く音痴で、体も弱くノックもできない。監督を引き受けてから野球解説書を見て勉強していた。そのため試合・練習はほぼ完全に選手たちに自主性に任せ「采配はスーパースターの岩鬼に任せた」と言い切る。しかし、練習中は選手たちに温かい言葉をかけ、試合中では時々思いもかけぬ奇策を掛けたり、山田ですら気付かない事を見抜くこともある。
秋の関東大会2回戦の大熊谷工業戦では、相手のアンフェアなプレーと岩鬼が守備妨害を取られたことに怒り、「いいじゃないの出場停止でも。高校生にゃそれ以上の大切なものがあるだや」との名言を放ち、試合放棄をしようとするなど熱い一面もある。
息子の太平洋がいる花巻戦では、渚を先発させた中で里中を洋へのワンポイントとして使ったり、山田に犠打を命じたり、二塁走者を安打で強引に本塁突入させるなど不可解な采配と取られることもあった。

## 山田たちの家族
山田サチ子（やまだ サチこ）
山田の8歳下（アニメでは9歳下）の妹。後に里中と結婚。
じっちゃん
山田の祖父で、山田兄妹の育ての親。本名不明。一流の畳職人。2001年には長屋の隣に「山田畳店」を開店させた。
山田の両親
山田が幼い頃に交通事故で死亡しており、回想シーンにのみ登場する。名前は和平（読み不明）と美子（よしこ）。
里中 加代（さとなか かよ）
里中の母親。病弱であり、たびたび入院している。
岩鬼の父親
岩鬼建設株式会社の社長。後に会社が倒産し貧乏生活に陥り、妻と山田家族の住む長屋へ身を寄せた。
岩鬼の母親
岩鬼の2年夏の県大会終了後、病に倒れるが、武蔵坊の「気」によって助けられた。生まれながらに苦労をしたことがなかったようで、会社の倒産により生活が没落した際、それを嘆いたり、山田一家を除く長屋の住人との付き合いを拒絶したが、後に改善される。

## ライバル

### 神奈川

#### 白新高校
不知火守（しらぬい まもる）
神奈川最強と呼ばれる投手。速球と超遅球を手首ひとつで投げ分ける。幾度と無く明訓の前に立ちはだかるが、ついに甲子園出場は果たせず。
かつては左目が義眼という設定であったが、その後設定変更し角膜の障害で見えないだけという事に。父親からの角膜移植で完治した。帽子のひさしの「右目の部分だけが破れていて、そこから目が見える」のは、その設定のためであったが、完治後も不知火のキャラを識別するための特徴として描かれ続けている。

#### 東海高校
雲竜大五郎（うんりゅう だいごろう）
主に右翼手。巨漢を生かした圧倒的なパワーの持ち主で、そのパワーは岩鬼以上。投手として登板することもある。元々、角界入りの予定だったが、山田との対決を望み野球へ転向した。
雪村花虎（ゆきむら はなとら）
投手。雲竜と同期。1年夏から背番号1を背負う、小柄な左腕投手。雲竜曰く「ションベンカーブだが高校生の中では並の上」とのことで、打たせて取る投球が得意。雲竜が投手の時は右翼手を務める。
1年夏の地区予選決勝ではまだ岩鬼が悪球打ちであることが公になっていなかったため、岩鬼の度を越した暴言による挑発に乗ってビーンボールを投げ、決勝点となる初回先頭打者本塁打を許している。
1年秋の県大会など、雲竜が1を着用した時の背番号は、明確に描写されていなかった。
打者としては里中（このとき雪村をやや軽視していた描写がある）や渚－山田のバッテリーから本塁打を打っている。
減量で体調が安定していなかった時期があったり途中で野球を辞めたりした雲竜よりも選手として安定して東海高校野球部に貢献していた。

#### 横浜学院高校
土門剛介（どもん ごうすけ）
投手。山田たちの1学年上。ドカベンの呼称を持つもう一人の男。山田をしてこれまでのどの投手よりも速いと言わしめる重く速い「超剛球」が持ち味で、かつ打者としても折り紙つきの超高校級の実力者。
球が速すぎて受ける捕手がおらず、微笑三太郎を横浜学院に招くが、微笑は誤って明訓に転校してしまった。
不知火のような速球と遅球を使い分けるテクニックは無い事は自ら認めており、投球のスピードも不知火には一歩譲るようだが、その代わり速さと重さを兼ねる「剛速球」を投げる。
谷津吾朗（たにつ ごろう）
捕手。最初はライトを守っていたものの、守備が悪くいったんは野球部をクビになる。しかし、1年秋の県大会決勝前日に偶然土門に見出され、彼の要望で捕手として野球部に復帰する。
当初はその「プロレス界が泣いて喜ぶ」程の身体の頑健さを活かして、土門の剛速球をミットに依らず己の体を肉の壁となし受け止めるという役割を与えられ、守備にはほとんど関わらず、走者を出せば走られ放題という捕手だった（もっとも、土門の超剛球ゆえなかなか走者は出ず、また本盗を敢行した岩鬼を全く寄せ付けずアウトにしている）。
2年春の甲子園大会に出場した明訓高校に密着し、「前略、土門さま」「前略、土門さん」（「前略おふくろ様」のパロディ）の語りはじめでその感想を語るなど、研究熱心な面も持ち合わせる。その成果故か土門の剛速球を受けられるようになり、登場初期は右打ちだったがいつの間にか左打ちになり、冗談まじりながら「山田二世」と評されるまでになる。
2年夏の県予選では土門の投球を好リードで補佐し、さらに打者としても山田のリードを看破して里中の球を二打席連続でスタンドに叩き込むなど、その実力を遺憾なく発揮する。3年夏ももう一歩のところまで明訓を追い詰めたが、岩鬼のまぐれの本塁打によって敗れ去った。
後に、横浜学院高校の監督に就任した。土門剛介の項目を参照。
名前の表記は「吾朗」とされていることが多いが、「吾郎」という表記もまれに見られる。
水島の別作品『白球の詩』で東京ボッツの選手として類似したキャラクター「谷津」が登場するが、関係する人物かどうかは記述がない。
山口（やまぐち）
捕手。谷津の前の正捕手。超剛球を使わず、相模学院に苦戦した土門にハッパをかけて超剛球を要求し、自らの手の骨折と引き替えに勝利をもぎ取る。
鯵坂（あじさか）
投手。土門引退後の主戦投手になると目されていた右腕投手。
岩沢（いわさわ）
投手。土門卒業後の夏大会にて背番号1を背負う細身の左腕投手。準決勝の明訓戦で延長戦まで激闘するも、岩鬼にサヨナラ本塁打を打たれ敗退した。

#### その他
南海権左（なんかい ごんざ）（吉良高校）
当初は筋金入りの不良であり、ほとんど暴力団のような組織を校内に作っていた。道端で里中が投げた石がたまたま当たり、因縁をつけたところ山田が間に入る。いくら攻撃を受けても反撃をしない山田に当惑し、それが「野球」のためと知りある種の憧れを持ち、やったことのない野球に挑戦することを決意する。
2年夏の神奈川大会に出場し、野球の実力はないが悪運で相手チームの不戦敗（不祥事や食中毒、交通事故など）と試合放棄（あまりに南海権左から打ちまくったことによる熱中症。ちなみに熱中症になったチームの監督は選手に「あまり水を飲むとバテるぞ」と連載当時の常識であるが非科学的な指導をしていたのに対して、吉良高校は水を大量に補給していた）のみで準々決勝まで勝ち抜き明訓と対戦。試合中に念力（?）で山田を金縛りにしてバットを振らせず、1イニングで3三振を奪った上（ちなみにその試合は投手の南海から山田以外の全員が安打を記録するという特異な展開に。その後土井垣の指示で全員凡打で試合を早々に終わらせている）、更に行水を行いながらの念力（?）で明訓対横浜学院の決勝戦の最中も自身が根負けするまで山田を金縛りにしていた。
ただし周囲はそう思っていたが、本人の弁によると「全ては偶然。水垢離も山田の腕が動くようにお祈りをしていた」との事で、真偽は不明。単行本の作者のコメントによると、野球の勝敗は運の要素も多々あり、その運が異常に強い異色の敵として描いたとの事。一方アニメにおいては超能力者として描かれており、横浜との対決中の山田が金縛りを破った際に、自分の超能力が破れたと認めている。
その後は山田を応援する立場に回り、甲子園でも「山田命」と大書きしたシャツを着て大太鼓を叩いていた。野球を始めてからの彼の言動は大きく変わり、かなり更生した様子。
『野球狂の詩 平成編』『新・野球狂の詩』においては、大阪ガメッツに南海権左という選手が所属している（のち阪神に移籍）。ただし、『ドカベン』と『野球狂の詩』シリーズの両者が同一人物とは明示されていない。

小林真司（こばやし しんじ）（東郷学園）
投手。東郷学園中時代、山田のいる西南中と対決した際、山田のスパイクにより失明状態となるが、手術により回復。中学最後の大会で、鷹丘中に転校した山田と対戦。山田には3打数2安打1本塁打と打ち込まれたが、最終的には小林に軍配が上がる。その後の関東大会決勝では、不知火のいる川越中に大敗。
中学卒業後、アメリカへ野球留学。2年夏の県大会の時に帰国、徳川監督率いる東郷学園に編入し甲子園を目指す。投打ともに優れた力を発揮し、2年秋の関東大会準決勝では仁又四郎のいる下尾と対戦、フィル・ニークロばりのナックルボールで仁を三振に切って取るが、捕手の後逸による振り逃げでサヨナラ負けしてしまった。3年夏の県大会では準決勝で不知火の白新に敗退し、結局、山田との再戦は果たせなかった。
里中は中学時代彼と同期だったために下手投げの変化球投手への転向を決意し、殿馬とはハイジャックされた飛行機に一緒に乗り合わせ、岩鬼にとっては野球で作中初めて敗北を教えられた相手でもあるなど、明訓四天王全員と何がしかの因縁を持った稀有な登場人物ともなっている。山田のライバルの多くは続編の『プロ野球編』や『スーパースターズ編』で登場している中で小林は回想シーンのみの登場に留まっていたが、『ドリームトーナメント編』において米・マイナーリーグを経て、東京スーパースターズの一員として、2回戦・対阪神戦の直前に再登場を果たし、エースナンバー18番と、その試合（阪神戦）の先発マウンドを託され、かつてのライバル・山田とバッテリーを組む。

### 関東

#### クリーンハイスクール
千葉県
影丸隼人
賀間と同じく中学時代に柔道で山田や岩鬼と対決、その後野球へ転向する。投手。柔道を模した「背負い投法」を駆使する。
ハリー・フォアマン
右翼手。アフリカ系アメリカ人。山田と比較されるほどの長打力の持ち主。

#### 赤城山高校
群馬県
木下次郎
鷹丘中学時代は山田や岩鬼と柔道部のチームメイト。その後野球へ転向する。高校では遊撃手兼投手。左右どちらでも投球できる、両投げという珍しい特徴を持つ。鷹丘中学校時代のあだ名は『わびすけ』
国定忠治
投手（木下が投手の時は遊撃手や三塁手）。投打ともに優れた実力を持つスイッチヒッター。

#### 中山畜産高校
千葉県
山嵐
山田たちの2年秋の関東大会1回戦で明訓と対戦した、千葉・中山畜産高校のキャプテン。二塁手。その名の通りヤマアラシのような髪型をしている。身長は153cmと小兵で、その表情は極めて柔和。
千葉県大会で驚異の打率5割5分を残したということで明訓に警戒されるが、単なる記録ミスだった。
脇坂
投手。中山畜産の先発投手として登場。長身左腕で、変則フォームから独特のタイミングで球を投げ、2年秋の千葉県大会では、準決勝で影丸率いるクリーンハイスクールを破っている。
捕手、三塁手など投手以外のポジションも器用にこなせる。
綱吉
捕手。中山畜産の2番手投手として登場。
ソフトボール投法から不知火の超遅球なみの60kmのボールを投じ、明訓打線を抑えた。
アゴ髭をたくわえているが、これは幸運のジンクスらしく、良い当たりを打たれても何故か野手の正面に飛ぶ。
新山
三塁手だが、実は140キロ台の速球を誇る真のエース。岩鬼の挑発に対し言い返すなど、マウンド度胸もある。しかしこの度胸ゆえに、挑発に乗って岩鬼めがけた悪球を投じ、バックスクリーンの上を越える超特大の本塁打を打たれる。
豊臣 高志
中山畜産の正捕手で4番。しかし、千葉県大会のクリーンハイスクール戦で右肩に大怪我を負ってしまう。
明訓戦では9回に代打で登場し、右肩を砕きながらもホームランを放つという、武蔵坊数馬のような活躍を見せる。

#### その他
賀間剛介（甲府学院）
中学時代に柔道で山田や岩鬼と対決、その後野球へ転向する。投手。鍛えに鍛え抜かれた腕力から生まれる「砲丸投法」と強打を武器に弱小校を一人で引っ張る。
明訓高校が弁慶高校に敗退した2年夏の甲子園大会では決勝に進出し、坂田三吉率いる通天閣高校に敗れて準優勝に終わった。その後は県大会で敗れ、2度目の甲子園出場は果たせず。
中二美夫（江川学院）
左投手。2年春の甲子園ではノーヒットノーランを達成したが、明訓戦では山田を5打席連続敬遠した。2年夏も甲子園大会に出場し3回戦に進出するが、そこで敗れたもよう（対戦相手は不明）。敬遠についてはプロ野球編にて、肩を痛めていたため（アルバイトで負傷）山田を抑える球威がなかったから勝負を避けた、と語られている。
2年秋は関東大会に進出するが準々決勝で下尾高校に3－4で敗れる。3年夏も甲子園大会に出場し初戦を勝つが、2回戦で中西球道のいる千葉・青田高校に3－4で敗れる。最終打席は中西の前に三振し、最後の打者になってしまった。
河地一（大熊谷工業高校）
2年秋の関東大会2回戦で、埼玉2位校・大熊谷工業のエースとして明訓と対戦。左のサイドスロー投手。
土佐丸顔負けの殺人野球を展開し、バッターボックスに立てば山田の腹をバットで殴るなどやりたい放題だったが、岩鬼に場外ホームランを打たれてリズムを崩し、0-10の4回コールドで大敗する。
火野（日光学園）
投手。2年秋の関東大会準決勝で栃木2位校として明訓と対戦。0-11の初回コールドであえなく敗退するも、地域性のおかげで東郷学園を押さえて春の甲子園に出場。甲子園では初戦で石垣島高校に敗退。
仁 又四郎<じん またしろう>（下尾高校）
2年秋の関東大会に埼玉1位校として出場。巨体をしていることからも埼玉では「右のドカベン」と呼ばれ、一合に「山田と仁の二人ドカベン」と称されたスラッガー。外野手、捕手としても優秀で、強肩強打。関東大会では江川学院・東郷学園を下して決勝に進出。しかし江川学院・中には内野安打1本に抑えられ、東郷学園・小林からは本塁打を放つものの、勝負には負けたという印象。決勝では明訓高校と対戦し、渚投手から本塁打･三塁打･二塁打を放ちサイクルヒット達成目前だったが、最終打席ではヒット性のライナーを岩鬼に好捕されて記録達成を逃した。なお、この試合で下尾は山田に4本のホームランを打たれ、2－6で明訓高校に敗れる。翌春の選抜大会にも出場し、初戦は勝利したようだが2回戦で北海大三に敗退。
一合（赤富士高校）
2年秋、甲府学院を県大会準決勝で降した、山梨・赤富士高校のエース左腕。旅館の2階から飛び降りても平然と投球練習をしていたが、初戦で姿を消した。
平手 光士（大利根高校）
切れ味の鋭いカミソリシュートを武器にする、茨城県・大利根高校のエース。しかしその身体は病魔に蝕まれていた。いち早い山田との対戦を望んでいたものの、チームは関東大会の準々決勝にて東郷学園に敗退した(ちなみに、明訓高校は関東地区の高校では、茨城県所在の高校とは対戦していない)。

### 全国

#### 土佐丸高校
犬飼小次郎（土佐丸高校→南海ホークス）
4番ピッチャー。犬飼三兄弟の長男。「鳴門の牙」の異名をとる天才左腕投手。かなりの剛速球投手ではあるが、「キャッチボール投法」というあえて手を抜いた投球で、打者を翻弄する。
犬飼武蔵
犬飼三兄弟の次男。投手、捕手、外野手と様々なポジションを経験している。その恵まれた体格で本塁打を量産する。
犬神了
犬飼小次郎から土佐丸のエースの座を受け継いだ、不気味な雰囲気を持つ隻眼サウスポー。明訓との初対戦時には、袖の伸縮の仕掛けによって腕を長くみせかけるトリック投法で、明訓を翻弄した。

##### 1年時準決勝のメンバー
井神
1番サード。
東
2番セカンド。
諸岡
3番ファースト。
鬼島
5番キャッチャー。
丹座
6番レフト。ゲッツーの時に、ヘルメットを左右に軽く振り、ミッキーマウス（ヘルメットの耳当て）に送球をあててゲッツーを阻止するという「アーティストプレイ」で、明訓ナインを震え上がらせた男。「ゲッツー阻止」というわりかし地味なプレーを完成させるために右目を失った。
佐々尾
7番ショート。
梶田
8番センター。
大河
9番ライト。

#### 通天閣高校
坂田三吉（通天閣高校）
長身から繰り出す速球が武器の左の好投手。ゴルフスウィングのようなフォームから高々と高層ビルのようにフライをあげて落球を誘う「通天閣打法」を持つ。1年夏の大阪府大会では決勝で浪商をパーフェクトに抑えて甲子園に出場。開幕戦で明訓高校と対戦して敗れる。
2年春の選抜出場は逃したが2年夏の甲子園大会には出場。3回戦では、明訓高校を破った弁慶高校に圧勝している（最終的なスコアは不明だが、5回終了時点で6－0の大差）。さらに決勝戦では甲府学院を破り優勝する。3年春の選抜大会にも出場するが、またも初戦で明訓高校に敗れる。
3年夏は、大阪府大会決勝で南波高校に敗れた。

#### いわき東高校
福島県代表。所在地はいわき市。鉱山の閉鎖でほとんどの部員は夏大会後に引っ越すとのこと。一年夏の決勝で明訓と対決。
緒方勉（おがた つとむ）
投手。三番打者。超高校級の落差と精度を誇るフォークボールが武器。
足利速太(あしかが はやた)
中堅手。一番打者。緒方の同期で親友。作中でも一、二を争う俊足。
和田 音吉(わだ おときち)
捕手。四番打者。
佐久間(さくま)
一塁手。二番打者。
平野(ひらの)
二塁手。五番打者。
桜井(さくらい)
三塁手。七番打者。
平野(ひらの)
左翼手。
石水(いしみず)
遊撃手。
吉田(よしだ)
右翼手。

#### 弁慶高校
岩手県代表。
武蔵坊数馬（弁慶高校）
明訓高校に唯一の黒星をつけた、岩手・弁慶高校の主砲。右翼手。山伏としての修行を積んでおり、神通力で岩鬼の母の病や中二美夫の肩を治すといった奇跡をおこす。敬遠のボールを引き寄せて打ったり、ホームラン級の打球を自分の守備位置に引き戻して捕球するなど、人間離れしたプレイで相手チームを驚愕させる。恐るべき洞察力の持ち主であり、曲者・殿馬を特別視して「底知れぬ大きな器の男」と評し警戒を緩めなかった。最終回には石毛によるダブルプレーを狙った送球を額で防ぎ、武蔵坊弁慶の立ち往生を再現しサヨナラ勝ちを演出している。
その後は後遺症により廃人となるが、山田と岩鬼により奇跡的に復活。ただし野球に復帰することはなく、山田たちとの再戦はかなわなかった。心技体すべてを兼ね備え、超人的な力を持った一分の隙も無い人間として描かれており、明訓を破った時点でもはや劇中における重要な役割は無くなってしまったといえる。
『プロ野球編』で再登場したときは陶芸家となっており、山田に対して神通力で右手首の怪我を治したり、メジャー行きを悩んでいるときにアドバイスを与えたりと山田をサポートする立場となっている。
義経光（弁慶高校）
弁慶高校のエース。140km/hの速球を投げ、そのスピードには明訓高校の打者は山田以外太刀打ちできなかった。
ただし当時は高校野球ではピッチャーの投球速度の測定があまりされていなかった事による描写であり、実際には現実の高校野球には140km/hを投げる投手は珍しくない。後の水島作品においては、驚異的な速球を投げる投手は150km/h台のスピードと設定されている。

#### その他
山下（やました）（広島梅ヶ丘高校）
山田の1年時の夏の甲子園2回戦で対戦した、梅ヶ丘高校の4番打者。右翼手。
敬遠球をホームランしたこともあり、里中のシンカーを当てただけでフェンス際まで運んでしまう怪力だったが、さしたるインパクトを与えられないままあっさりと敗退。

#### 信濃川高校
新潟県代表。
古町（ふるまち）
山田の2年春のセンバツ準決勝で対戦した、新潟・信濃川高校の左腕エース。球威は無い。しかし丁寧にコースをついて打たせて捕り、予選では全試合を完封した（出場投手中で、大会前の防御率はNo.1である）。

#### ブルートレイン学園高校
西東京代表。夏初出場。2年目の夏1回戦で明訓と対決。
隼走（はやぶさ はしる）
投手。俊足揃いのBT学園でも足の速さはチーム一で、一番を打つサウスポー。「はやぶさ投法」は、薄暮の時間のナイター照明時の限定の「消える魔球」。名前の由来は寝台特急はやぶさ。

#### 花巻高校
岩手県代表。学業とスポーツの両面で優れた成績を残した生徒に「人間校宝」を与えている。
太平洋（おおひら ひろし）
花巻高校の主将で、エースで4番。明訓監督の太平の長男。「人間校宝」に初めて選ばれた生徒でもある。
3年春のセンバツで初出場し、二回戦で明訓と対戦。里中から先制本塁打を放つも、山田にサヨナラ本塁打を浴びて敗戦。
『大甲子園』での3年夏の甲子園にも出場し、準々決勝でノーヒットノーランを達成するが、準決勝で紫義塾にサヨナラ負けを喫した。
『ドカベン ドリームトーナメント編』で、実況アナウンサーとして再登場。

#### 石垣島高校
沖縄代表。3年春のセンバツで準々決勝で明訓と対決。
具志拳（ぐしけん）
石垣島高校の左腕エース。
山田に対するプロの評価が鰻登りになり、契約金1億とも騒がれる中で「だいたいが気にいらねえんだ一億円ってのが」などと、山田を強烈に意識した台詞が目立つ。3年春のセンバツ準決勝で明訓と対戦。だが結局山田にサヨナラ本塁打を打たれてしまい、「俺たちは千円作るのだって大変なんだ」と悔し涙を流し、山田打倒まで野球に生きることを誓った。

#### 北海大三高校
北北海道代表。3年春のセンバツ決勝で明訓と対戦。3年夏も甲子園に出場するが、準々決勝で紫義塾に敗北する。
佃（つくだ）
北海大三の左腕エース。厳寒の北海道代表らしく寒さには強い。試合では雪が降るほど冷え込んだ異常気象を味方につけ、明訓打線を翻弄したが、岩鬼に不注意で悪球を投げるなど注意力は並のチームレベルの投手で、明訓をあと一歩まで追い詰めながら肩を痛めている山田に逆転満塁本塁打を浴びて格の違いを見せ付けられた。

## 鷹丘中学校
長島（ながしま）
野球部主将。当時柔道部に所属していた山田の野球の才能を見抜く。もともとは投手として記録男と呼ばれていたが、肩を壊したため他の野球部員が長島を見捨てて部も一旦廃部状態となった。後に岩鬼に主将とエースの座を譲り、3番三塁手となる。モデルは長嶋茂雄。
『ドリームトーナメント編』で東京スーパースターズの選手として再登場。
景浦 秋男
野球部監督。野球を知らないようで知っている、不思議な人物。
大河内 光
生徒会長。最初の頃は規則にうるさく柔道部を目の敵にしていたが、後に和解。野球部の人数が少なく、部員集めに奮闘している山田を見て自ら野球部に入部。元は2番二塁手だったが、殿馬が入部すると1番遊撃手になった。
猛司
元スリの野球部員。今までに盗めなかった奴はいないと豪語していたが、山田からは“塁”を盗めず、入部した。6番一塁手。野球を全く知らないらしく、試合ではそれがいいほうに傾いた。あだ名は「ネズミ」。アニメでは実家のラーメン屋を継ぐといっている。
赤一郎・青次郎・黄三郎
一卵性三生児の野球部員。姓は不明。家はハンコ屋。顔がとても似ていて、区別がつかない。赤一郎は7番左翼手、青次郎は8番中堅手、黄三郎は9番右翼手。「三位一体、不可能なし」と豪語し、試合では三つ子ならではの完璧なチームワークによるアクロバティックなプレイでオーバーフェンスの打球を捕球して見せた。
『ドリームトーナメント編』では広島東洋カープの選手として再登場。
丹下 豪
柔道部員。二段位を持つ黒帯の実力者であり主将の木下次郎よりも強いとされるが、柔道に嫌気がさして人気の野球部に転部しようとし、それを引き留めようとした岩鬼の顔面を踏みつけてキレさせ殴り飛ばされてしまい、複雑怪奇骨折と診断される大怪我を負う。以後は木下に対戦相手の情報を伝えたり、遅れた岩鬼の代わりに足の怪我を押して大会にも出場するなど良き柔道部員として復帰した。
大丸
柔道部員。次鋒をまかされている。作中では試合に勝ったことがない。
佐々木
柔道部員。中堅をまかされている。
目黒
柔道部員。あだ名は「眼鏡」。足を骨折してしまい、大会に出場できなくなる。
平手
剣道部員。物置状態だった柔道部部室の荷物を片付けられた事に怒り、山田を竹刀で叩きまくった。その後、猛司に財布を盗まれ、再登場した。乱暴者だが、山田には一目置くようになった。大利根高校の平手光士とは別人。
朝日奈
学校一の美少女。副生徒会長。夏子と同じソフトボール部所属。美的感覚が一般人と逆転している岩鬼にとっては「ブス」。アニメでは「朝日奈京子」というフルネームが登場している。

## その他
夏川 夏子
岩鬼のガールフレンド。鷹丘中学出身。時折、サチ子と一緒に明訓を応援している。お世辞にも美人とは言えないが、岩鬼の基準では最高の女性。しかし岩鬼の一途さに対して誠実とは言い難い面があり、一時期他の男に心が動き岩鬼から離れていたこともある。
『プロ野球編』では、卒業後岩鬼とほとんど連絡を絶ち、その間に父の会社が倒産の危機に陥ったため、ある人物から資金援助を受ける条件としてその人物の息子との政略結婚に応じ、名前も「大蔵夏子」となっていた。岩鬼は「自らがど真ん中をホームランにする一方、スタンドで観戦していた夏子が体調不良で退場していく」という夢を見て以来、実際の試合でもど真ん中を平然と打てるようになったため胸騒ぎを起こし、「シーズンオフまで会わない」という約束を自ら破って彼女を追い、辿り着いた産婦人科で全ての事実を聞かされた。かつて岩鬼も父の会社の倒産で苦労したことから、政略結婚を受け入れた彼女の心境を理解し、むしろ「政略結婚ではなく、その人が夏子はんに惚れたのが先」と彼女を選んだ男を賞賛し、静かに身を引いた。
『スーパースターズ編』では、結局夫が愛人をつくったため離婚し、岩鬼と再婚した。
おつる
岩鬼が幼い頃の岩鬼家の家政婦で、夏子と似た風貌をした女性。幼少時の岩鬼正美の最大の理解者。出身地は不明だが関西弁で話し、正美もその影響で関西弁を使うようになった。正美を連れて秀西小学校を見せに行った際、母親の意向で兄たちと同じ学校に入れてもらえないことを生徒たちにからかわれて喧嘩を起こすと、正美のプライドを傷つけた生徒たちに非があると見做して思いのままに続けさせるなど、良くも悪くもその人格形成において実の両親以上に多大な影響を及ぼしている。正美本人からは肉親以上に慕われていたものの、母親からは正美の粗暴さを助長する姿勢や関西弁口調などから毛嫌いされていた。結局、正美が幼少期のうちに解雇されるが、その後も正美は彼女を忘れずその行く末を案じていた。
その後、明訓高校の2年春の甲子園大会決勝・土佐丸戦をベンチ付近の座席から観戦し、そこで正美と再会を果たす。彼女を見た正美は暫し感慨にふけ、より一層闘志を燃やして打席に入る。打席では犬飼武蔵の立て続けのど真ん中ストレートに苦しめられるが、悩み抜いた末に考案した「学生から即席で借りた度の強い眼鏡で視界を悪くする」という策で3球目のど真ん中を捉え、起死回生の同点タイムリーツーベース（3塁でタッチアウト）を放った。しかし、おつるは正美の気づかぬうちにその場を去っており、両者が直接言葉を交わすことはなかった。
小林 稔子
鷹丘中学校時代の登場人物。小林真司の妹。山田たちの一学年下。兄のライバル山田太郎に恋心を抱いている。
明智
明訓高校の熱血教師で、岩鬼の喧嘩相手。顔立ちなど、容姿は土門に似ている。
アニメでは、クリーンハイスクールの上層部が仕組んだ明訓優勝旗盗難事件（盗難があった際、明智が当直であったため責任を感じていた）の首謀者を突き止め、「鉄拳制裁」を喰らわしている。
幽鬼 鉄山
鷹丘中学校時代の登場人物。空手家。日本初の特段を授与される実力者。大酒飲み。柔道を敵視している。コンクリート製の土管を手刀や蹴りで粉砕するほどの達人で、相手に一生消えない痛みを与える「万年げり」という技を持つ。
牙
鷹丘中学校時代の登場人物。幽鬼鉄山の弟子。やくざ数人を一瞬で倒すほどの強さを誇る。
伊賀谷 栗助
鷹丘中学校時代の登場人物。講道館の師範代。伊賀谷道場館長。八段。山田の才能を見抜き、実力を高く評価する。
かつて幽鬼鉄山と闘ったことがあり、万年げりを肩に受け敗北している。
福井英一の柔道漫画『イガグリくん』の主人公がモデルで、同姓同名。
五船十段
鷹丘中学校時代の登場人物。講道館の館長。
シナトラ
鷹丘中学校時代の登場人物。アメリカ人の柔道家。
井之頭 軍司
鷹丘中学校時代の登場人物。サチ子が入学した青田小学校の番長。